# Radomska Oficyna Wydawnicza im. Jacka Jerza
Radomska Oficyna Wydawnicza im. Jacka Jerza (nazwa skrótowo zapisywana również jako ROW im. Jacka Jerza) – podziemne wydawnictwo radomskich struktur Konfederacji Polski Niepodległej działające w Radomiu od połowy lat 80. XX wieku, wydające liczne tytuły prasowe redagowane przez KPN i inne radomskie organizacje nurtu niepodległościowego. Nazwa oficyny upamiętniała Jacka Jerza, współtwórcę radomskiej „Solidarności”, KPN i Komitetu Obrony Więzionych za Przekonania, ofiarę śmiertelną stanu wojennego. Twórcą oficyny i głównym wydawcą był Krzysztof Bińkowski.
Przez niemal dekadę swej działalności, oprócz ulotek i plakatów, oficyna regularnie wydawała liczne czasopisma, m.in.: „Kontra”, „Kontra - Gazeta Uliczna”, „Kontra Komunie”, „Tarcza”, „Konfederat”, Biuletyn Informacyjny KPN Okręg Radom czy „Solidarność Młodych”.